# دانشگاه ارتش (ژاپن)

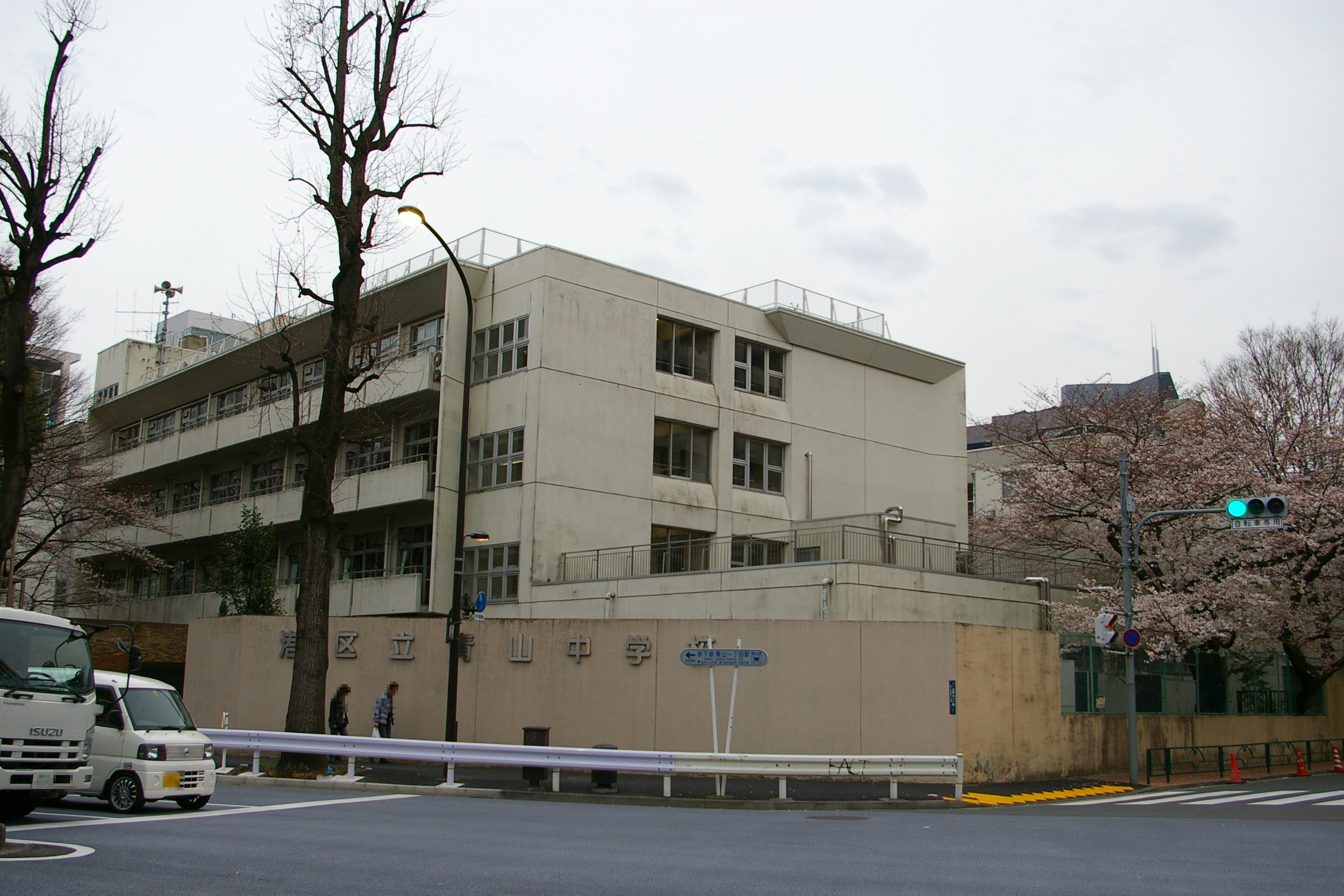
محل سابق دانشکده ارتش در کیتا-آویاما، میناتو-کو، توکیو (دبیرستان متوسطه فعلی آویاما)

دانشگاه ارتش (به ژاپنی: 陸軍大学校, Rikugun Daigakkō)، دانشگاه نیروی‌زمینی در سال ۱۸۸۲ در میناتو-کو، توکیو، توکیو برای مدرنیزه کردن و غرب‌گرایی نیروی زمینی امپراتوری ژاپن تأسیس شد. بسیاری از نخبگان امپراتوری از جمله نخست‌وزیران ژاپن در دوره نظامی‌گری ژاپن فارغ‌التحصیلان این کالج بودند.
با پشتیبانی وزیران و افسران ارتش با نفوذ طرفدار آلمان، دانشکده ارتش براساس پروس مدل‌سازی شد، و افسران آلمانی به عنوان مشاوران خارجی دولت میجی در ژاپن برای انجام آموزش استخدام شدند. سرشناس‌ترین این مربیان سرگرد کلمنز دبلیو جی مکل بود. وی در کمک به سازماندهی مجدد ارتش دائمی از یک سیستم بر پایه پادگان به سیستم لشکری تأثیرگذار بود.
گزارش این دانشگاه مستقیماً به دفتر ستاد ارتش امپراتوری ژاپن فرستاده می‌شد، این دانشکده ابتدا در تدریس تاکتیک نظامی تخصص داشت و به عنوان اوج سیستم آموزشی ارتش در نظر گرفته می‌شد. به همین دلیل، فقط فارغ‌التحصیلان قبلی آکادمی ارتش امپراتوری ژاپن را که حداقل دو سال (اما نه بیشتر از شش سال) تجربه میدانی به عنوان ستوان داشتند یا کسانی که به‌طور معمول به درجه سروانی رسیده بودند را به عنوان دانشجو می‌پذیرفت.
هر کلاس از ۳۰–۳۵ دانش آموز داشت. یادگیری معمولاً با روش به یادسپاری صورت می‌گرفت، و کمی نیز تفکر خلاق یا بحث در بین دانش آموزان تشویق می‌شد. برنامه درسی یک دوره سه ساله بود و پیش شرط لازم برای ارتقا سطح آتی کارکنان یعنی رسیدن به درجه عمومی ارتشبد در نظر گرفته شده بود. هر ساله به شش فارغ‌التحصیل با بهترین نمرات هرکدام یک شمشیر ارتش توسط امپراتور اهدا می‌شد و در مجموع به عنوان کلوپ شمشیر ارتش شناخته می‌شد.